# Kraftwerk Böfinger Halde
Das Kraftwerk Böfinger Halde ist das leistungsstärkste Wasserkraftwerk der Stadtwerke Ulm/Neu-Ulm und wurde 1953 in Betrieb genommen.
Es kann auch im Schwellbetrieb gefahren werden, womit Lastschwankungen durch entsprechende Erzeugungsanpassung besser begegnet werden kann. Die Abflüsse schwanken von 44 bis 300 m³/s. Die beiden gleich aufgebauten Turbinen/Generatorsätze bestehen aus Kaplanturbine mit vierflügeligem Laufrad vom Durchmesser 3,9 m und Synchrongenerator mit Nennleistung 5,5 MVA, einer Nennspannung von 5 kV. Durch eine Vergrößerung der Fallhöhe von 6,5 auf 7,0 Meter wurde die ursprüngliche Nennleistung des Kraftwerkes ab 2010 von 8 MW auf 8,8 MW erhöht.
Das zugehörige Wehr aus drei Feldern wird von einem Vollwandschütz und zwei Schützen mit Wehrklappen gebildet. Die Fallhöhe beträgt 7 Meter. Das Sollstauziel liegt bei 466 m. Es wird also angestrebt, dass der Stand des Oberwassers bei 466 m liegt.
Die durchschnittliche Jahreserzeugung des Kraftwerkes beträgt 51 GWh, was einer mittleren Leistung von 5,8 MW entspricht.
In der Donaumitte und somit durch die Anlage verläuft die Landesgrenze zwischen Bayern und Baden-Württemberg. Das Maschinenhaus und Teile des Wehrs liegen auf Baden-Württemberger Gebiet, der Rest der Wehranlage und die Bootsgasse liegen in Bayern.